# Tokelau
Tokelau (Bedeutung „Nordwestwind“ oder „Blattspitze“; bis 1976 offiziell Tokelau Islands, ehemaliger Kolonialname Union-Inseln) ist ein von Neuseeland abhängiges Gebiet im Südpazifik.
Tokelau besteht aus drei tropischen Korallenatollen (von Nordwesten: Atafu, Nukunonu und Fakaofo) mit einer Gesamtfläche von 12,2 km² und einer Bevölkerung von 1499 Einwohnern (Oktober 2016). Tokelau liegt nördlich der Samoainseln, östlich von Tuvalu, südlich der Phoenixinseln, südwestlich der weit entfernten Line Islands und nordwestlich der Cookinseln. Die nächstgelegene Insel, das etwa 180 km südlich von Fakaofo befindliche Atoll Swains Island, gehört, wenngleich historisch und kulturell eng mit Tokelau verbunden, politisch nicht zu diesem Gebiet, sondern wird als Teil Amerikanisch-Samoas von den USA verwaltet.

## Geographie
Tokelau besteht aus folgenden Atollen:
| Bild | Atoll    | Koordinaten          | Fläche km² | Lagune km² | Bevölkerung (2016) | davon anwesend |
| ---- | -------- | -------------------- | ---------- | ---------- | ------------------ | -------------- |
|      | Atafu    | 8° 33′ S, 172° 30′ W | 3,5        | 17         | 541                | 413            |
|      | Nukunonu | 9° 10′ S, 171° 49′ W | 4,7        | 98         | 452                | 385            |
|      | Fakaofo  | 9° 22′ S, 171° 13′ W | 4,0        | 50         | 506                | 399            |
|      | Tokelau  | 9° S, 172° W         | 12,2       | 165        | 1499               | 1197           |

Die Atolle liegen inmitten des Pazifischen Ozeans nördlich von Neuseeland und östlich von Neuguinea. Die Inselkette erstreckt sich von Atafu im Nordwesten über rund 160 km bis Fakaofo im Südosten. Die drei Atolle sind von mehrere Kilometer tiefem Wasser umgeben; ihre Inseln ragen nur wenige Meter über den Meeresspiegel. Zwischen Tokelau und der nächstgelegenen Inselgruppe Samoa liegen etwa 480 km.
Die wegen der Erträge aus Fischereilizenzen für Tokelau ökonomisch wichtige ausschließliche Wirtschaftszone (AWZ) erstreckt sich über eine Fläche von 318.990 km². Der Verlauf der Grenzen zu den AWZ der Phoenixinseln im Norden, der Cookinseln im Südosten, von Amerikanisch-Samoa im Süden sowie von Wallis und Futuna im Südwesten ist durch Verträge festgelegt.
Die Atolle bestehen hauptsächlich aus Riffkalk und Sand. Ihre stark alkalischen Böden sind gekennzeichnet durch hohe Porosität, geringen Nährstoff- und Humusgehalt sowie starke Versalzung. Die schlechte Bodenqualität, die eine über Subsistenzniveau hinausgehende Landwirtschaft unmöglich macht, gilt als ein Haupthindernis für die Entwicklung des Landes.

## Klima und Umwelt
Tokelau hat tropisches Klima mit ausgeglichenem Temperaturverlauf. Die Durchschnittstagestemperaturen liegen ganzjährig bei 28 °C auf Atafu und 27 °C auf Nukunonu und Fakaofo. Die durchschnittlichen monatlichen Niederschlagsmengen liegen zwischen 160 und 360 mm, wobei die höchsten Werte zwischen November und März erreicht werden. Die Jahresniederschlagsmenge liegt bei 2800 mm.
Tokelau liegt am nördlichen Rand der Zugbahn tropischer Wirbelstürme im Südpazifik. Die Häufigkeit, mit der Tokelau von Zyklonen getroffen wird, hat sich in den letzten Jahrzehnten erhöht; seit 1987 richteten Stürme mehrmals schwere Schäden auf den Atollen an. Am 25. und 26. Februar 2005 traf der Zyklon „Percy“ auf die Inseln, der zwar keine Menschenleben kostete, aber auf Nukunonu die Überflutung von 80 % des Dorfes verursachte.
Im Herbst 2011 führte eine monatelange Dürreperiode im südpazifischen Raum zu akutem Trinkwassermangel in mehreren der dortigen Inselstaaten. Besonders betroffen waren Tuvalu und Tokelau. Beide Gebiete riefen den Notstand aus; die Trinkwasserversorgung Tokelaus konnte nur mit Hilfe von Schiffen aufrechterhalten werden. Dieses Ereignis war Auslöser für bedeutende Investitionen in die Sanierung und Verbesserung der Wasserversorgung Tokelaus.

## Bevölkerung
Die Bevölkerung von Tokelau lebt in vier Dörfern, von denen sich zwei auf Fakaofo und je eines auf Atafu und Nukunonu befinden. Die meisten Bewohner sprechen Tokelauisch; etwa die Hälfte der Bevölkerung kann sich auf Englisch verständigen. Die Isolation der Atolle und das Fehlen natürlicher Ressourcen behindern die ökonomische Entwicklung des Gebietes; die landwirtschaftliche Produktion befindet sich auf Subsistenzniveau.
Gemeinsam mit der Überbevölkerung des Gebiets führte dies zur Emigration vieler Atollbewohner nach Neuseeland. Nach einem über Jahrzehnte anhaltenden Bevölkerungsrückgang konnte 2016 ein Wachstum der Bevölkerung um 6,2 % gegenüber 2011 festgestellt werden. 48 Staatsangehörige lebten und arbeiteten 2016 als Angestellte des in Apia ansässigen Tokelau Public Service (TPS) bzw. deren Angehörige auf Samoa.

### Religion
Auf dem Atoll Atafu bekannte sich 2016 mit 78,3 % die überwiegende Mehrheit der beim Zensus anwesenden Einwohner zur Congregational Christian Church of Samoa (Ekalesia Fa’apotopotoga Kerisiano i Amerika Samoa), während auf Nukunonu 81,8 % der römisch-katholischen Kirche (Mission sui juris Tokelau) angehörten. Auf Fakaofo sind beide Konfessionen vertreten, wobei 2016 die Anhänger der Congregational Christian Church mit 62,7 % gegenüber den Katholiken mit 32,6 % überwogen. Weitere 4,2 % der Bevölkerung Tokelaus bezeichneten sich als Presbyterianer (Presbyterian Church of Aotearoa New Zealand).

### Gesundheit
Laut einem Bericht der WHO aus dem Jahr 2008 hat Tokelau unter den Gebieten im Südpazifik mit 93,6 % den höchsten Bevölkerungsanteil an übergewichtigen Menschen. Die Diabetesrate bei den 25- bis 64-Jährigen lag 2006 bei 43,6 %.

## Geschichte
Die Atolle wurden von Polynesiern über die umliegenden Inseln besiedelt. Die erste Entdeckung durch Europäer erfolgte durch Commodore John Byron an Bord des britischen Expeditionsschiffs Dolphin, der am 24. Juni 1765 das Atoll Atafu sichtete und Duke of York’s Island taufte.
Auf seiner Suche nach den Meuterern der Bounty erreichte Captain Edward Edwards mit der Pandora am 6. Juni 1791 zunächst Duke of York’s Island und fand am 12. Juni 1791 ein weiteres Atoll, das heutige Nukunonu, das er Duke of Clarence’s Island nannte.
Fakaofo wurde erstmals im Februar 1835 von einem amerikanischen Walfänger unter Captain Smith gesichtet und D’Wolf’s Island genannt. Zwischen dem 25. und dem 29. Januar 1841 wurden alle drei Atolle von der United States Exploring Expedition aufgesucht, wobei Fakaofo im Glauben, dass es sich um eine bisher unbekannte Insel handele, in Bowditch Island umbenannt wurde.
Bis zum 19. Jahrhundert waren die Inseln autark. Durch die Aktivitäten peruanischer Sklavenhändler, die im Jahr 1863 beinahe die Hälfte der Bevölkerung Tokelaus, darunter fast alle arbeitsfähigen Männer, deportierten, sowie durch eingeschleppte Krankheiten wurde die ursprüngliche Bevölkerung stark dezimiert. In den folgenden Jahren sorgte die Zuwanderung polynesischer Männer und europäischer wie amerikanischer Siedler, die sich auf Tokelau niederließen und einheimische Frauen heirateten, für eine Erholung der Bevölkerung.
1877 wurden die Inseln zum britischen Schutzgebiet erklärt. Die entsprechenden formellen Erklärungen und die Flaggenhissung wurden 1889 von Commodore Oldham, Royal Navy, HMS Egeria, auf den jeweiligen Inseln vorgenommen. 1893 wurden die Union Islands (wie die Tokelau-Inseln bis 1946 hießen) dem neu gegründeten Schutzgebiet der Gilbert- und Elliceinseln zugeordnet und von Tarawa, später von Ocean Island aus verwaltet. 1916 wurden die Tokelau-Inseln auf Wunsch der Einwohner in das Vereinigte Königreich aufgenommen und bildeten einen Teil der Gilbert-Ellice-Kolonie; die Verwaltung wurde vom Bezirksverwalter (District Officer) in Funafuti ausgeübt. 
Am 11. Februar 1926 schließlich, in Umsetzung eines Beschlusses vom 4. November 1925, wurden die Inseln der Verwaltung von Neuseeland unterstellt; zuständig wurde der Administrator des Territoriums Westsamoa. Im gleichen Jahr wurde die bis dahin zum Verband der Union Islands gehörende Insel Olohega (heute Swains Island) von Großbritannien an die USA abgetreten. Olohega liegt etwa 180 km südlich von Fakaofo.

Inoffizielle Flagge Tokelaus von 1989

Seit 1946 steht das Territorium auf der UN-Liste der Hoheitsgebiete ohne Selbstregierung. Die am 7. Mai 1946 verabschiedete Tokelau-Namensverordnung bezeichnete die Inselgruppe offiziell als Tokelau-Inseln, und mit dem Tokelau-Inseln-Gesetz wurde Neuseeland zum 1. Januar 1949 die Landeshoheit übertragen und Tokelau dem neuseeländischen Hoheitsgebiet zugeordnet.
Durch die Unabhängigkeitserklärung Westsamoas 1962 wurde dessen Administrator Hochkommissar (High Commissioner) von Neuseeland, behielt aber das Amt des Administrators für die Tokelau-Inseln. Ab dem 1. Januar 1972 wurde der Titel Administrator der Tokelau-Inseln dem Minister für Maori- und Inselfragen in Wellington, vom 1. Dezember 1975 an dem Außenminister Neuseelands übertragen.
Die Insel war Ziel von Koprahändlern, die das getrocknete Fruchtfleisch der Kokosnuss, das vor allem für Speiseöl verwendet wird, mit gutem Gewinn weiterverkauften. Ein Postschiff steuerte nur drei bis vier Mal pro Jahr Tokelau an. Die erste Schule Tokelaus entstand 1950.
Im Gegensatz zu Neuseeland lag Tokelau bis 2011 östlich der Datumsgrenze, wodurch die Zeit im Vergleich zu Neuseeland 22 Stunden hinterherging. Zusammen mit Samoa überging Tokelau jedoch den 30. Dezember 2011 und wechselte somit auf die westliche Seite der Datumsgrenze. Die Zeit auf Tokelau war bis dahin als UTC−11 und ist seitdem als UTC+13 definiert.

## Politik
Tokelau ist ein integraler Teil Neuseelands. Seine Angelegenheiten werden vom neuseeländischen Außen- und Handelsminister geregelt, der seit 1980 zur Verwaltung der drei Atolle einen Administrator of Tokelau ernennt. Dieses ist stets der neuseeländische Hochkommissar auf Samoa. Ein Großteil der Verantwortung wurde allerdings der tokelauischen Bevölkerung, insbesondere den Ältestenräten (Taupulega) der drei Atolle übertragen, sodass der Administrator quasi nur als Schnittstelle zwischen der Kolonie und dem Mutterland fungiert. Basis der tokelauischen Gesetzgebung, Verwaltung und Justiz bildet der Tokelau Islands Act von 1948.
Jedem der Atolle steht ein Faipule vor, der den jeweiligen Rat leitet und auch rechtsprechende Funktionen wahrnimmt. Exekutivorgane sind die drei Pulenuku, die sich als Bürgermeister bezeichnen lassen. Intern besteht keine administrative Trennung der drei Inseln, die insgesamt 20 Repräsentanten in das Parlament (General Fono) von Tokelau entsenden. Die Anzahl der Delegierten für jedes Atoll beruht auf den beim letzten Zensus ermittelten Bevölkerungszahlen; 2017 entfielen auf Nukunonu 6 Sitze und auf Fakaofo sowie Atafu je 7 Sitze. Der Vorsitz im General Fono rotiert jährlich zwischen den Atollen. Der jeweilige Faipule nimmt in dieser Zeit auch die Funktion des Regierungschefs (Ulu-o-Tokelau) ein. Außerhalb der Sitzungsperioden des General Fono werden die Regierungsgeschäfte vom Council for the Ongoing Government of Tokelau geführt, das aus den Faipule und Pulenuku der drei Atolle besteht.
Am 2. Dezember 1980 wurde auf Atafu der Tokehega-Vertrag unterzeichnet, ein Abkommen zwischen Neuseeland und den Vereinigten Staaten über den maritimen Grenzverlauf zwischen Tokelau und Amerikanisch-Samoa, das unter anderem die Ansprüche auf die Insel Olohega (Swains Island) zugunsten der USA klärte. Bemerkenswert an diesem Vertrag sind insbesondere folgende Umstände:
1. Der Vertrag wurde in Tokelau unterzeichnet.
2. Der Vertrag wurde sowohl auf Englisch als auch auf Tokelauisch verfasst.
3. Als Vertreter Neuseelands traten die drei Faipule der Atolle auf.

Am 11. November 2004 kamen Neuseeland und Tokelau überein, Verhandlungen über einen Vertrag aufzunehmen, der den politischen Status Tokelaus in den eines unabhängigen Staats in freier Assoziation mit Neuseeland umgewandelt hätte, ähnlich dem gegenwärtigen Status der Cookinseln und Niues. Vom 11. bis 15. Februar 2006 wurde ein von den Vereinten Nationen finanziertes Referendum über die Unabhängigkeit abgehalten. Die nötige Zwei-Drittel-Mehrheit zur Loslösung wurde mit 349 Stimmen gegen 232 bei einer Wahlbeteiligung von 95 % verpasst. Die Gegner einer Loslösung fürchteten vor allem das Ende der finanziellen Unterstützung durch Neuseeland. Ein erneutes Referendum fand im Oktober 2007 statt. Auch in diesem erhielt der Vorschlag einer losen Bindung mit Neuseeland nicht die notwendige Mehrheit.
Das Pacific Islands Forum gewährte Tokelau im Oktober 2005 Beobachterstatus. Im August 2014 wurde Tokelau als assoziiertes Mitglied aufgenommen.

## Wirtschaft
Traditionell betreiben die Bewohner Tokelaus Subsistenzwirtschaft, in der das Teilen vorhandener Ressourcen eine wichtige Rolle spielt. Dieses Prinzip der gemeinschaftlichen Ressourcenteilung wird auf Tokelau Inati genannt. Fischfang, der Anbau von Kokospalmen und Brotfruchtbäumen sowie die Haltung von Schweinen und Hühnern leisten einen wichtigen Beitrag zur Deckung des Bedarfs an Lebensmitteln.
Eine bedeutende Einnahmequelle ist der Verkauf von Fischereilizenzen für Tokelaus ausgedehnte ausschließliche Wirtschaftszone (AWZ). Die Gewässer um die Inseln weisen große Thunfischbestände auf, die mit Ringwadennetzen befischt werden.
Von untergeordneter Bedeutung sind die Erlöse aus dem Verkauf von Sammlerbriefmarken und -münzen und dem Export der Erzeugnisse des traditionellen Handwerks.
Bekannt geworden ist Tokelau im Internet durch die kostenlose Vergabe der Top-Level-Domain .tk. Es ist aber nicht der Inselstaat selbst, der die Top-Level-Domains vergibt, sondern ein Investor, der das Nutzungsrecht an der Adresse erwarb.
Im Finanzjahr 2016/17 betrug das Bruttoinlandsprodukt knapp 15 Mio. Neuseeland-Dollar (NZ$), was etwa 10,6 Mio. US-Dollar entsprach. Tokelaus Wirtschaft ist in hohem Maße von der Unterstützung durch Neuseeland abhängig. Diese umfasst direkte Finanzhilfen wie den Ausgleich des Budgetdefizits, die Zahlung der Gehälter für die Arbeitsplätze in der Gebietsverwaltung sowie Sachleistungen wie die Anschaffung des Versorgungsschiffs Mataliki oder die Sanierung der Trinkwasserversorgung. Im Budgetjahr 2015/16 belief sich die Hilfe Neuseelands auf 16,3 Mio. NZ$.

## Infrastruktur

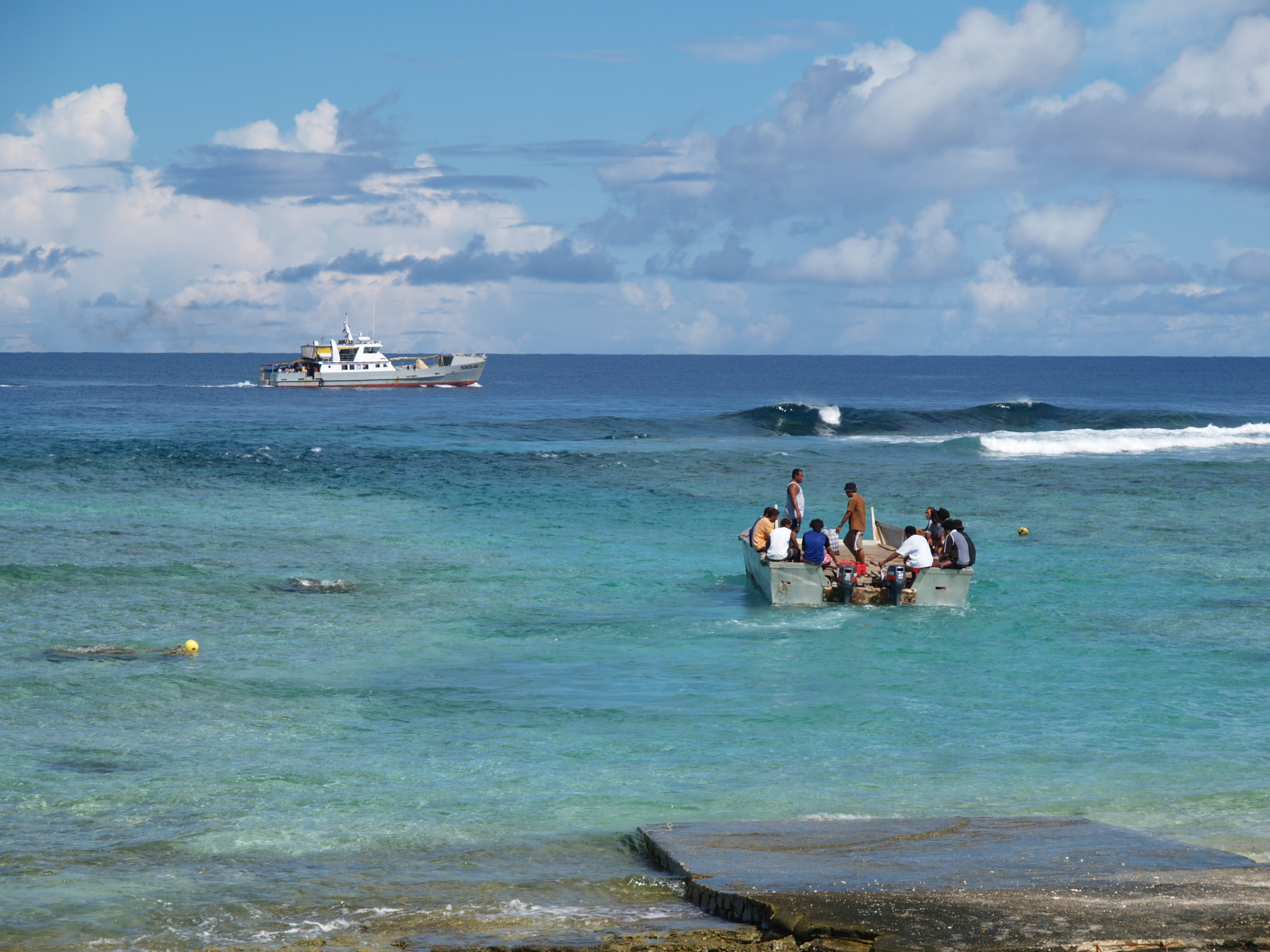
Barkasse zum Transport von Passagieren und Gütern zwischen der Insel Nukunonu und der Tokelau

Tokelau gilt als eines der abgeschiedensten Gebiete der Welt. Es gibt weder Seehäfen oder Flughäfen auf den Inseln noch nennenswerte Transportmöglichkeiten zwischen den Atollen. Der Archipel kann nur per Schiff erreicht werden. Auch die Versorgung mit Lebensmitteln und Gebrauchsgütern erfolgt auf dem Seeweg. Seit 2016 steht dafür die Mataliki in Dienst, die von Neuseeland finanziert und dem Inselstaat zur Verfügung gestellt wurde. Das Schiff verkehrt in ungefähr zweiwöchigem Turnus zwischen Tokelau und der nächstgelegenen Hafenstadt Apia (Samoa) und benötigt von dort bis Fakaofo etwa 24 Stunden. Zusätzliche neuneinhalb Stunden dauert die Weiterreise zum nordwestlichsten Atoll Atafu. Da die drei Atolle Tokelaus nur über je einen lediglich für kleine Boote zugänglichen Anlegesteg verfügen, müssen Güter und Passagiere vor der Küste auf Barkassen umgeladen werden, bevor sie auf den Inseln angelandet werden können. Ein weiteres Frachtschiff sollte 2018 in Dienst gestellt werden.
Jedes der Atolle verfügt über ein eigenes kleines Krankenhaus. Die medizinische Behandlung ist für die Tokelauer kostenlos.
Als letzter Staat der Erde wurde Tokelau im Jahr 1994 mit dem internationalen Telefonnetz verbunden. Im September 2003 hat die Stiftung Tokelau eine 384-kbps-Downlink- und eine 64-kbps-Uplink-Internetverbindung via Satellit auf Fakaofo angelegt, die rund um die Uhr aktiv ist.
Tokelau war der erste Staat der Erde, der sich vollständig mittels Photovoltaik mit Strom versorgt. Dafür wurden 2012 auf den drei Atollen im Rahmen des Tokelau Renewable Energy Project Photovoltaikanlagen mit einer elektrischen Gesamtleistung von 1 MW installiert. Durch die Umstellung von Dieselgeneratoren auf Photovoltaik spart Tokelau jeden Tag etwa 200 Liter fossilen Brennstoff ein. Für Perioden mit anhaltender Bewölkung, in denen nicht genügend Solarstrom produziert werden kann, stehen Reservegeneratoren bereit, die mit Kokosöl betrieben werden können.

## Sport

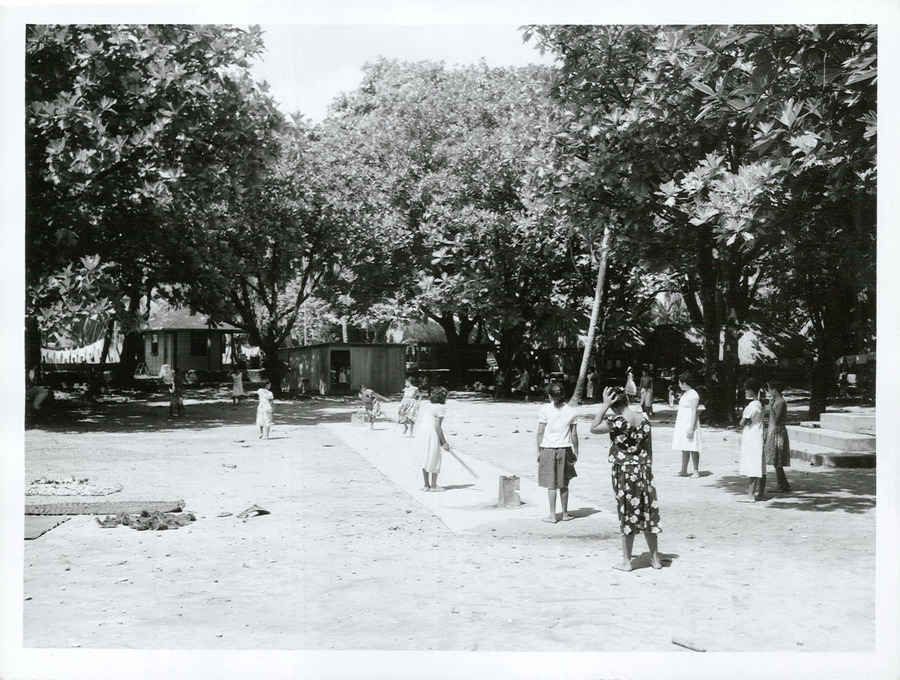
Frauen spielen Cricket in Tokelau, 1966

Beliebte Sportarten Tokelaus sind Rugby Union, Netball und kilikiti, eine Art einheimisches Cricket.
Bei den Südpazifikspielen in Apia gewannen tokelauische Sportler 2007 die ersten drei Goldmedaillen in der Geschichte des Staates bei internationalen Wettbewerben. Im Lawn Bowls holten Lotomalie Fakaalofa, Sagato Alefosio und Sakaraia Patelesio die Goldmedaille im Dreier-Wettbewerb der Männer. Zuvor hatten bereits Violina Linda Pedro und Opetera Samakia Ngatoko in derselben Sportart im Paarwettbewerb der Frauen die Goldmedaille gewonnen. Schließlich gewann Violina Pedro im Einzelwettbewerb der Damen ebenfalls Gold, während es für die Männer im Viererwettbewerb noch Silber und für die Frauen im selben Wettbewerb eine Bronzemedaille gab. Lawn Bowls ist in den Staaten des Südpazifiks ein populärer Sport; alle 22 teilnehmenden Nationen stellten Teams für die Wettbewerbe in diesem Präzisions-Kugelspiel.
Netball wurde vermutlich von Briten nach Tokelau gebracht, der Sport wurde jedoch erst populär, als Neuseeland die Verwaltung der Insel übernahm. Der Sport wird meist während Interinsel-Sportwettbewerben ausgeübt, gemeinsam mit anderen Sportarten wie Rugby League und Volleyball.